# Fluocortolona
La fluocortolona és un glucocorticoide sintètic que es pot utilitzar per via oral i dèrmica. Com tots els glucocorticoides, té un efecte antiinflamatori, antial·lèrgic i immunosupressor.

## Farmacocinètica
Després de la ingesta oral, el nivell plasmàtic més alt s'assoleix després d'una mitjana de 85 minuts. La unió a proteïnes plasmàtiques és de 85 a 93 %. Es va determinar que l'eliminació era de 6,48 ml de plasma per minut i kg de pes corporal, 60,38 ml / min per a la fluocortina sense límit.
L'estructura química és similar a la fluocortina, però té un grup ceto menys.

Comparació de l'estructura química de fluocortolona vs. fluocortina

## Aplicació externa
La fluocortolona s'utilitza principalment de manera externa, per exemple com a ungüent o remei per a les hemorroides. La potència dels corticoides externs depèn no només de la substància activa, sinó també de la preparació farmacològica, la concentració, l'estat de la pell i el tipus d'aplicació (apòsit obert, connectat, oclusiu). Miller i Munro van agrupar diversos glucocorticoides tòpics en quatre grups segons la seva potència: molt fort, fort, moderat i lleu. En aquesta taula, la pomada era de 0,5 % de fluocortolona com a forta i la pomada al 0,2% com a moderada.

## Combinació amb lidocaïna
Combinacions de pivalat de fluocortolona amb lidocaïna  El clorhidrat s'utilitzen com a supositoris rectals i crema rectal amb el nom comercial Doloproct per alleujar el dolor i la inflamació en persones majors de 18 anys amb malaltia hemorroidal i proctitis no infecciosa.